# Maratus vespertilio

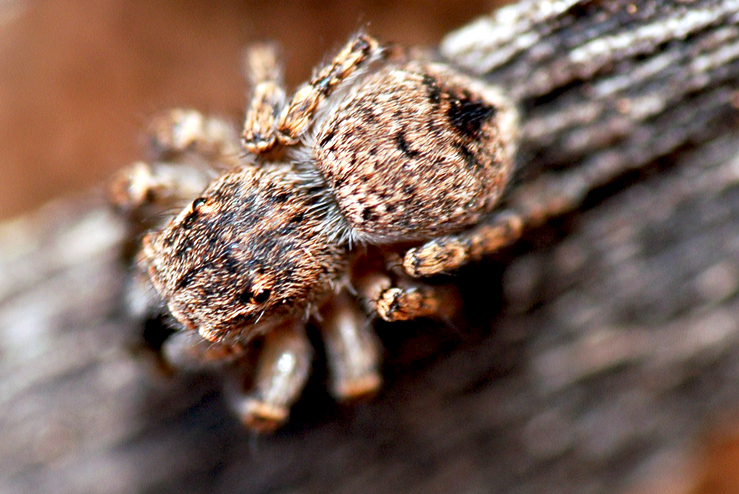
Maratus vespertilio, femmina.

Maratus vespertilio (Simon, 1901) è una specie di ragno della famiglia dei Salticidae, tra le più antiche classificate tra quelle del genere Maratus.
La specie è caratterizzata da un complesso rituale di accoppiamento, dove i maschi compiendo una vera e propria danza davanti alla femmina, oltre a produrre particolare frinio, sollevano il terzo paio di zampe e le variopinte estensioni simili ad ali site sopra l'opistosoma. Tale comportamento, per la similarità con quello espresso dai pavoni, gli conferirono da parte dei ricercatori, così come a tutto il genere, il nome di ragno pavone (peacock spider).
Inizialmente classificato come Saitis vespertilio e così citato nell'Annales de la Société Entomologique de France dall'autore, l'entomologo francese Eugène Simon, venne rivalutato come tale dal polacco Marek Zabka nel 1991.

## Descrizione
Nella femmina la lunghezza del corpo raggiunge i 6 mm contro i 4 mm del maschio, con colorazioni che favoriscono la mimetizzazione con l'ambiente.

## Distribuzione
Così come le altre sei specie note di questo genere tutte diffuse in Australia, questa è stata identificata principalmente nell'Australia Occidentale, oltre che nei territori dell'Australia Meridionale e del Nuovo Galles del Sud.